# Serghei Filimonov
Serghei Filimonov (n. 2 februarie 1975, Üştöbe qalasy⁠(d), RSS Kazahă, URSS) este un halterofil ce a reprezentat Rusia și Kazahstan, medaliat olimpic. A participat la 3 ediții ale Jocurilor Olimpice (1996, 2000, 2004) în care a câștigat o medalie de argint.